# Erwin Rieger
Erwin Rieger (* 13. September 1889 in Wien; † 25. November 1940 in Tunis) war ein österreichischer Schriftsteller, Herausgeber und Übersetzer, u. a. der Werke Romain Rollands und Stendhals.

## Leben
Rieger studierte von 1907 bis 1913 in Wien, Heidelberg und Bonn Germanistik und Romanistik und wurde 1913 zum Dr. phil. promoviert.
Er arbeitete als Bibliothekar, u. a. in der Kaiserlichen Bibliothek in Wien., war Übersetzer, Journalist und Schriftsteller, wobei er auch als Pseudonym den Namen Erich Richter benutzte. Seine Novellen zeigen ihn als Spätimpressionisten. Er fühlte sich einer „hingeopferten Generation“ zugehörig, die der 1. Weltkrieg aus ihrer Entwicklung gerissen hat.
Seine Übersetzungen aus dem Französischen ins Deutsche umfasst die Elite der französischen Literatur, u. a. Romain Rolland, André Maurois, Blaise Pascal, Georges Duhamel, Jules Romains, Prosper Mérimée, Stéphane Mallarmé, Stendhal u. a.
1918 lernte er in der Schweiz Stefan Zweig kennen, den er bei Übersetzungs- und Recherchearbeiten wesentlich unterstützte, u. a. in Paris für Zweigs Roman „Marie Antoinette“. Rieger fand schnell auch Aufnahme in Zweigs Familie, mit der 1919 aus der Schweiz nach Österreich zurückkehrte. Rieger musste die Schweiz verlassen wegen der Freundschaft mit einem Russen, der dort als Bolschewik ausgewiesen wurde. Rieger verfasste auf Anregung von Zweigs erster Ehefrau Friderike von Winternitz 1928 die erste umfangreiche Zweig-Monografie, die auch noch heute als wertvolles Zeitdokument und brilliant beobachtete Charakterstudie des Schriftstellers gilt.
1936 wird Rieger Theaterkritiker der Neuen Freien Presse in Wien. Der Austrofaschismus und die Gefahr als Homosexueller verhaftet zu werden treiben ihn außer Landes. 1938 emigriert er zunächst nach Frankreich und im selben Jahr weiter nach Tunesien, wo er unter ungeklärten Umständen stirbt. Die Vermutungen reichen von Selbstmord bis hin zu Mord.

## Werke (Auswahl)
- Juliska und die Husaren, 1921
- Die Zerrissenen, 1921
- Die versunkene Welt, 1922
- Phantasie über Don Juan, 1922
- Stefan Zweig, Berlin 1928
- Der wirkliche Himmel, 1930
- Anthologie österreichischer Lyrik (HG.), 1931
- Übersetzungen aus dem Französischen (Stendhal, Rolland u. a.).
- Zwischen Tod und Leben, 1935